# Pseudosalpis
Pseudosalpis là một chi bướm đêm thuộc họ Geometridae.